# Comisión Superior de Seguridad Olímpica

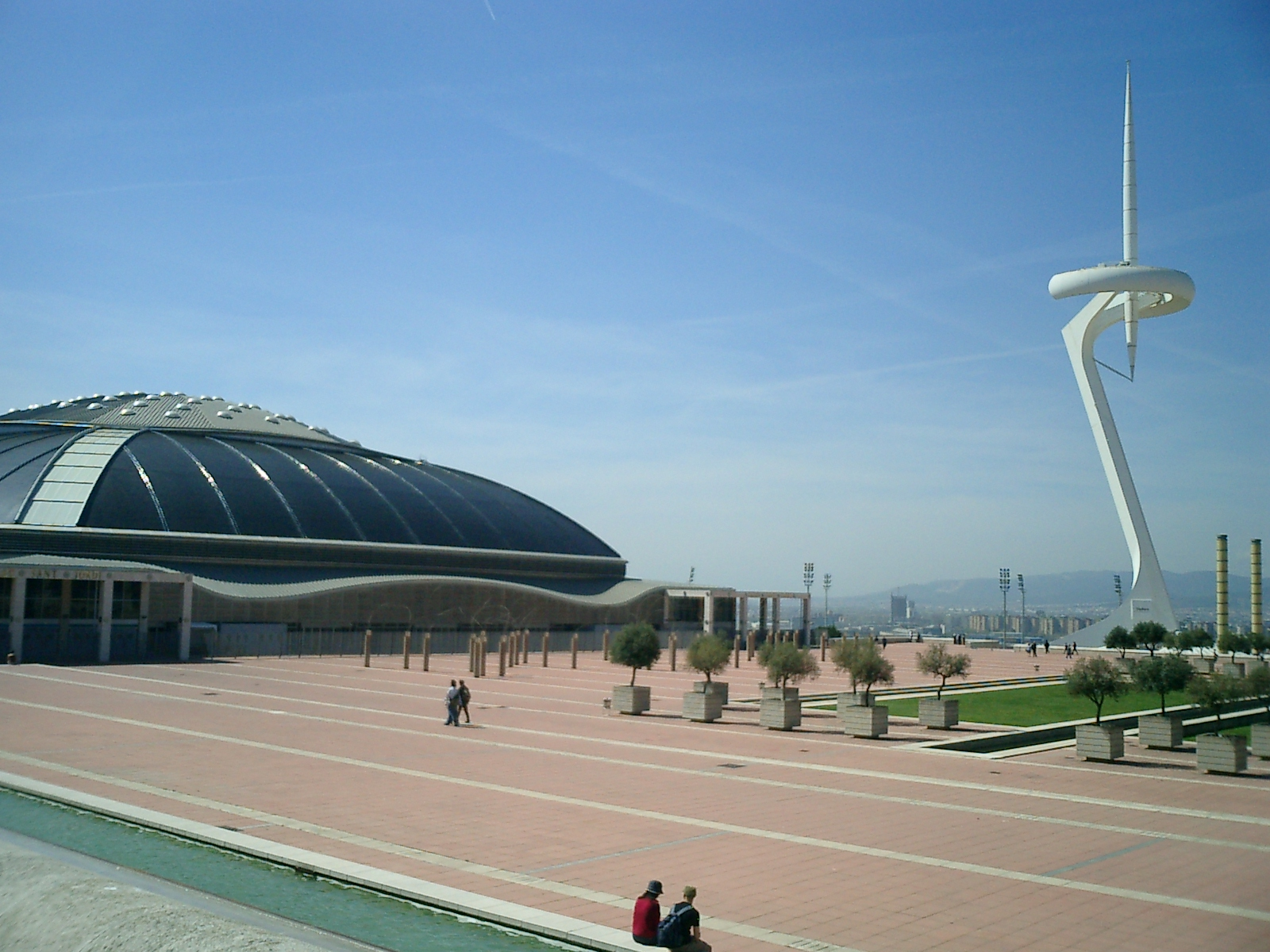
Els Jocs Olímpics de Barcelona van suposar l'arribada a la ciutat de ciutadans d'arreu del món.

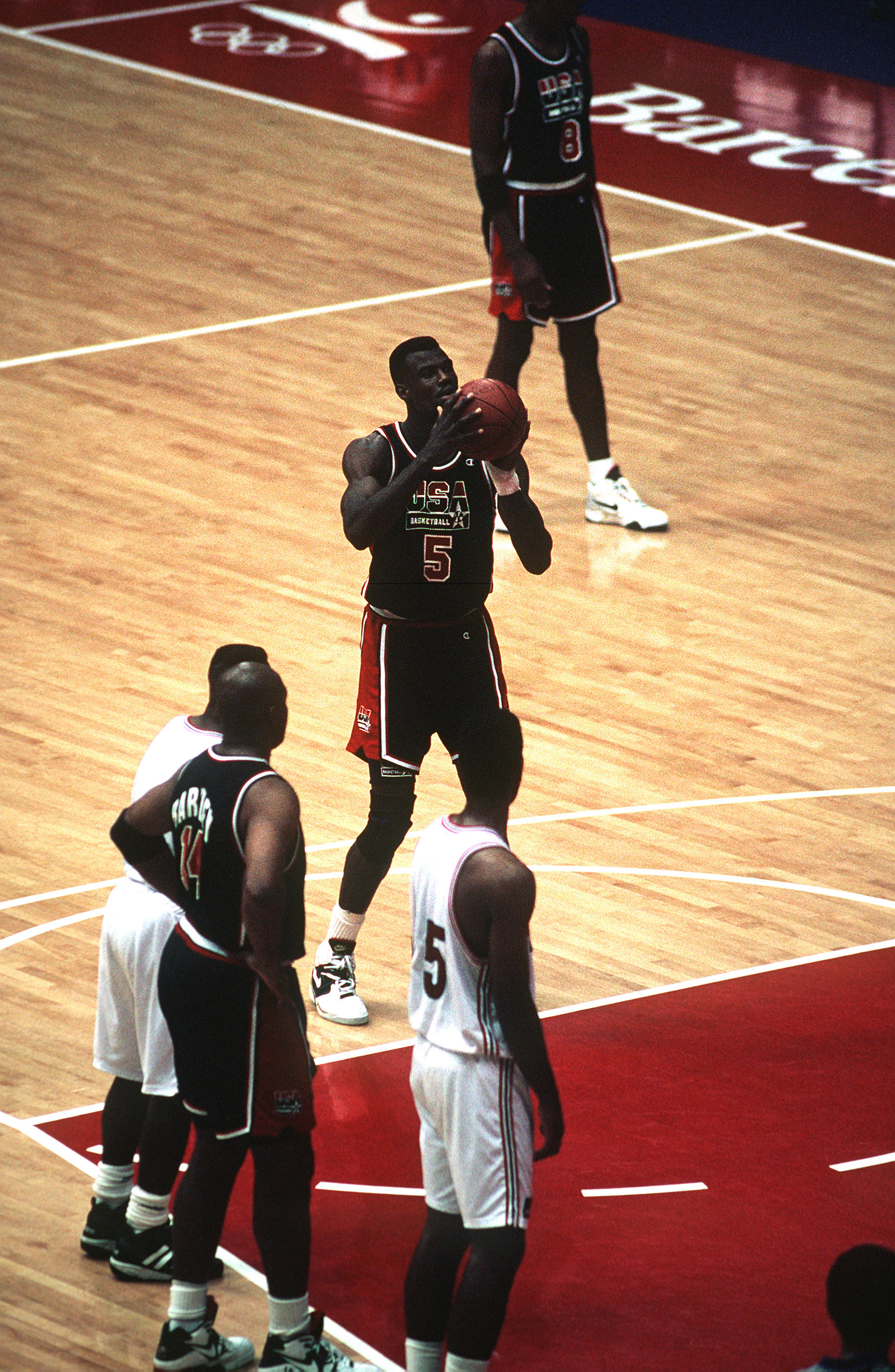
La Comissió també vetllava per la seguretat dels esportistes, alguns dels quals eren persones mundialment conegudes, com l'equip de bàsquet dels Estats Units

La Comisión Superior de Seguridad Olímpica (Comissió Superior de Seguretat Olímpica en català) va ser un òrgan creat el 15 de juny de 1987 amb l'objectiu de conformar el model de seguretat dels Jocs Olímpics de Barcelona de 1992. Aquest òrgan estava controlat pel Ministeri de l'Interior, i comptava amb la participació de la Generalitat de Catalunya, l'Ajuntament de Barcelona i el Comité Olímpico Organizador Barcelona 92, SA (COOB 92).
La constitució del comitè, que havia de controlar directament l'operació de seguretat dels Jocs, es va realitzar amb la presència de Rafael Vera, secretari d'Estat per la Seguretat; el conseller Agustí Bassols, en representació de la Generalitat; i el regidor Guerau Ruiz Pena, en representació de l'Ajuntament de Barcelona.
La funció principal funció del Comitè consistia en la prevenció d'actes de caràcter terrorista, així com l'acció de delinqüents comuns. A més, durant els jocs també havia de vetllar per la seguretat d'esportistes, periodistes, directius i públic que assistís a les instal·lacions olímpiques.
La seguretat es va planificar en diverses fases, iniciades a partir d'una planificació genèrica, que l'any següent, el 1989, es convertiria en una operativa, i que finalment passaria a una fase d'implementació i operació. A més, es van definir dos àmbits, autoprotecció i protecció, i tres nivells de seguretat: el del centre de seguretat base, el d'àrea, i el superior de seguretat olímpica, que també es dividia en tres nivells: normalitat, amenaça general i amenaça específica.